# Lijst van burgemeesters van Drechterland
Dit is een lijst van burgemeesters van de Nederlandse gemeente Drechterland in de provincie Noord-Holland.
De gemeente Drechterland is nieuw gevormd op 1 januari 1979 en heette gedurende het eerste jaar de gemeente Bangert; op 1 januari 2006 is zij samengegaan met de gemeente Venhuizen onder de naam Drechterland.
| Ambtsperiode | Naam burgemeester                 | Partij of stroming | Bijzonderheden |
| ------------ | --------------------------------- | ------------------ | -------------- |
| 1979 - 1983  | Ben (B.J.) Kalb                   | CDA                |                |
| 1983 - 2004  | Gerard (G.M.) Broens              | CDA                |                |
| 2004 - 2006  | Tonny (A.G.M.) van de Vondervoort | PvdA               | waarnemend     |
| 2006 - 2016  | Rob (R.J.H.) van der Riet         | CDA                |                |
| 2016 - 2023  | Michiel (M.) Pijl                 | CDA                | [ 1 ]          |
| 2023 - heden | Pieter (P.) Dijkman               | VVD                | waarnemend     |